# Butersholmen
Butersholmen ou Buttersholmen est une île norvégienne du comté de Hordaland appartenant administrativement à Austevoll.

## Description
Rocheuse et couverte d'une légère végétation, elle s'étend sur environ 131 m de longueur pour une largeur approximative de 99 m. 